# Susan Wojcicki
Susan Wojcicki   (Santa Clara, 5 de juliol de 1968 - Palo Alto, 9 d'agost de 2024) va ser una directiva tecnològica estatunidenca. Va ser executiva en cap de YouTube del 2014 fins al 2023.

## Primers anys i educació
Era la filla d'Esther Wojcicki, professora d'ascendència jueva russa, i de Stanley Wojcicki, professor estatunidenc polonès de física de la Universitat Stanford. Tenia dues germanes, l'antropòloga i epidemiòleg Janet Wojcicki i l'empresària Anne Wojcicki. Va créixer al campus de Stanford, amb George Dantzig de veí. Va assistir a la Gunn High School de Palo Alto (Califòrnia), i va escriure per al diari escolar.
Wojcicki va estudiar història i literatura a la Universitat Harvard i es va graduar amb honors el 1990. Inicialment preveia doctorar-se en economia i treballar en el món acadèmic, però els seus plans van canviar quan va descobrir la tecnologia.
També va rebre el seu Master of Science en economia per la Universitat de Califòrnia a Santa Cruz el 1993 i un màster en administració d'empreses per l'Escola d'Administració Anderson de la UCLA el 1998.

## Carrera
El setembre de 1998, el mateix mes que es va incorporar a Google, els seus fundadors Larry Page i Sergey Brin van crear l'oficina al garatge de Wojcicki a Menlo Park. Abans d'esdevenir la primera directora de màrqueting de Google el 1999, Wojcicki va treballar en màrqueting per Intel a Santa Clara, i va ser consultora en administració per Bain & Company i per R.B. Webber & Company. A Google, va treballar en els primers programes de màrqueting viral, així com els primers doodles de Google. Wojcicki també va participar en el desenvolupament de pàgines d'èxit de Google com Google Images i Google Books.
Wojcicki va ascendir dins de Google per convertir-se en vicepresidenta de publicitat i comerç i va dirigir la publicitat i productes analítics com AdWords, AdSense, DoubleClick i Google Analytics. Va desenvolupar AdSense, que es va convertir en la segona major font d'ingressos de Google. Va supervisar Google Video, i va proposar a la direcció de Google que l'empresa comprés YouTube, llavors una empresa emergent que competia amb Google. També va coordinar dos dels grans adquisicions de Google: la compra de YouTube per 1,65 milions de dòlars el 2006 i la compra de DoubleClick per 3,1 milions el 2007. El febrer de 2014 es va convertir en l'executiva en cap de YouTube.
Wojcicki, descrita "la persona més important en la publicitat", va ser nomenada com una les 100 persones més influents de la revista Time el 2015 i la mateixa publicació la va definir com "la dona més poderosa a Internet".
El 2013 Wojcicki es va situar en el número 1 en la llista Adweek 50. El 2015 es va situar en el número 27 de la llista New Establishment de Vanity Fair.

## Vida personal
Wojcicki es va casar amb Dennis Troper el 23 d'agost de 1998 a Belmont (Califòrnia). Van tenir cinc fills. El 16 de desembre de 2014, a punt de sol·licitar la cinquena baixa per maternitat, Wojcicki va escriure un article d'opinió a The Wall Street Journal sobre la importància de la llicència de maternitat remunerada. Sovint és citada per parlar de la importància de trobar l'equilibri entre la vida familiar i professional. Va morir per un càncer de pulmó el 9 d'agost de 2024. Poc abans, el febrer de 2024, havia mort als 19 anys el seu fill Marco degut a una sobredosi accidental de diverses drogues i medicaments.